# Need for Speed: Nitro
Need for Speed: Nitro este un joc video dezvoltat de EA Montreal și Firebrand Games pentru Wii și Nintendo DS. A fost publicat de Electronic Arts și lansat pe 3 noiembrie 2009 în America de Nord.